# أنطون هافنر
أنطون هافنر (بالألمانية: Anton Hafner)‏ هو جندي وطيار ألماني، ولد في 2 يونيو 1918 في إرباخ في ألمانيا، وتوفي في 17 أكتوبر 1944 في غوسيف في روسيا.